# Rosetstillede blade
Man taler om, at en plante har rosetstillede blade, når dens blade eller bladstilke udgår fra samme punkt ved jordoverfladen (rodhalsen). Det bevirker nemlig, at bladene spreder sig ud i alle retninger, sådan at der dannes en bladstilling, som ligner en roset.
Plantens fordel af dette bladarrangement er den, at mens plantens egne blade undgår at skygge for hinanden (hvad der ville nedsætte den totale fotosyntese), så skygger de tilsammen for naboplanternes blade, så de svækkes i konkurrencen om lyset.

## Eksempler på planter med rosetstillede blade
- Almindelig Husløg
- Almindelig Tusindfryd
- Have-Rabarber
- Hulkravet Kodriver
- Kæmpe-Bjørneklo
- Mælkebøtte